# Acta Apostolicae Sedis

Heliga stolens emblem

Acta Apostolicae Sedis (ungefär Nyheter från den Heliga stolen), förkortat AAS, är den officiella tidning där Heliga stolen publicerar sina rättsakter. Utgivningen började i januari 1909 efter att dekretet Promulgandi Pontificias Constitutiones utlysts den 29 september 1908 av påve Pius X.  Tidningen innehåller alla viktiga förordningar, encyklikor, beslut från kongregationerna och meddelanden om kyrkliga utnämningar. Lagar som trycks träder i kraft tre månader från dagen för publicering om inte annat uttrycks i respektive lag. Skriften ersatte en liknande publikation som hade funnits sedan 1865, med namnet Acta Sanctae Sedis.
Acta Apostolicae Sedis publiceras på latin, men sedan 1929 finns ett tillägg på italienska som kallas Supplemento per le leggi e disposizioni dello Stato della Città del Vaticano (ung. tillägg till Vatikanstatens lagar och förordningar) vilken innehåller rättsakter för Vatikanstaten.